# Byttneria grandifolia
Byttneria grandifolia är en malvaväxtart som beskrevs av Dc.. Byttneria grandifolia ingår i släktet Byttneria och familjen malvaväxter. Inga underarter finns listade i Catalogue of Life.